# Llei del Tercer Canal de Televisió
La Llei del Tercer Canal de Televisió (Llei 46/1983) autoritzà al govern espanyol a prendre les mesures necessàries per obrir un tercer canal de televisió de titularitat estatal i concedir a cada comunitat autònoma la possibilitat de gestionar-lo, segons els termes marcats en els seus respectius estatuts d'autonomia i en l'Estatut de la Ràdio i la Televisió (ERT). Mesos abans de la legislació espanyola, el Parlament de Catalunya va aprovar la llei 10/1983, de 30 de maig, de creació de l'Ens Públic Corporació Catalana de Ràdio i Televisió de la Generalitat de Catalunya. La creació i desplegament de la CCRT va ser, de fet, un dels eixos estratègics del govern de Jordi Pujol, que el gener de 1980 va declarar: «el tercer canal podia convertir-se, si volem, en un instrument molt important de recatalanització. A això cal dedicar un esforç prioritari». La llei espanyola seria qualificada d'intervencionista per part de diversos polítics autonòmics per les limitacions que fixa sobre la xarxa i els sistemes de transmissió, sobre els continguts i sobre la seva participació en organismes internacionals, com la Unió Europea de Radiodifusió.